# حجة أخلاقية
الحجة الأخلاقية هي واحدةٌ من الحُجج المُستخدمة لإثبات وجود الله. تستندُ الحُجج الأخلاقيّة إلى معياريّة الأخلاق أو النظام الأخلاقيّ. إذ تتعاطى الحُجج المُستندة إلى معياريّة الأخلاق مع بعض جوانب الأخلاق، لتخلُصَ إلى نتيجةٍ مفادُها أنّ الله هو التفسير الأفضل أو الوحيد لهذا، ولذلك فإنّ الله يجبُ أن يكون موجوداً. أمّا الحُجج المُستندة إلى النظام الأخلاقيّ فإنّها مصوغةٌ للتأكيد على الحاجة الضروريّة للنظام الأخلاقيّ للوجود في الكون. وحتى يكون هذا النظام الأخلاقيّ موجوداً، فلا بُدّ أن يكون الله موجوداً حسب هذه الحُجّة. تجدرُ الإشارةُ إلى أنّه من أجل تقييم سلامة هذه الحُجج، لا بُدّ من الإلمام بالقضايا الفلسفية الأساسية في مجال الأخلاقيات الفوقية.
أسّس الفيلسوف الألماني إيمانويل كانط لحُجّة أخلاقيّة مبنيّة على أساس العقل العملي. أعتقد كانط أنّ هدف الإنسان الأسمى يمثلُ في تحقيق السعادة والفضيلة الكاملتَيْن، وحتّى يكون ذلك مُمكناً لا بُدّ من وجود الحياة الآخرة، ولتوفير ذلك يجبُ أن يكون الله موجوداً. أمّا سي. إس. لويس فقد كتب في كتابه المسيحية المجردة يقول: «يكشفُ لنا الضمير عن قانون أخلاقيّ لا يُمكن العثور على مصدره في العالم الطبيعيّ، ممّا يُشير إلى وجود موجدٍ للقانون مُتعالٍ عن الطبيعة.» اعتبر لويس أنّ التسليم بأهليّة العقل البشريّ لا بُدّ أن يتضمّن القبول بصحّة العقل العمليّ، ولا يُمكن ذلك إلّا بالرجوع إلى نظام أخلاقيّ كونيّ أعلى، الذي بدوره يحتاجُ الله لإيجاده بالضرورة.
كما استخدم المُؤيدون للحُجج الأخلاقية الضمير لإثبات مقولتهم، فقد رأى جون هنري نيومان أنّ الضمير يدعمُ الادّعاء القائل بوجود الحقائق الأخلاقيّة الموضوعيّة لأنّها تدفعُ الناس إلى التصرّف بشكلٍ أخلاقيّ حتى عندما يتعارضُ ذلك مع مصالحهم الخاصّة. وبما أنّ الضمير يُشيرُ إلى وجود الحقائق الأخلاقيّة الموضوعيّة حسب نيومان، فإنّ الله يجبُ أن يكون موجوداً ليُعطي الصلاحيّة لهذه الحقائق.

## الصيغة العامة
جميعُ أشكال الحُجّة الأخلاقيّة تبدأ بمُلاحظاتٍ حول الأفكار أو التجارب الأخلاقيّة وتنتهي باستنتاج وجود الله. تفترضُ بعضُ هذه الحُجج حقائق أخلاقيّة تدّعي أنّها جليّةٌ في التجربة الإنسانيّة، وأنّ الله هو التفسيرُ الأفضلُ لها. وبعضُها الآخر يتعاطى مع النهاية التي يتطلّع البشر لبلوغها، والتي بدورها تتطلب وجود الله ضرورةً.
تستندُ العديدُ من الحُجج الأخلاقيّة إلى معياريّة الأخلاق، أي إلى وجود الحقائق الأخلاقيّة الموضوعيّة التي تستمدّ سلطتها من الله واجب الوجود. يرى المُحاججون أنّ الأخلاق مُلزمةٌ، فهي ليست مُجرّد تفضيلات، بل إنّ الإنسان يشعرُ بالالتزام بها بصرف النظر عن العوامل والمصالح الأخرى. وحتّى تكون الأخلاقُ مُلزمةً لا بُدّ أن يكون الله موجوداً. تتخذُ حُجّة معياريّة الأخلاق في صيغتها الأعمّ الشكل التالي:
1. يُمكن مُلاحظة الشعور الإنسانيّ بالأخلاق
2. الله هو التفسير الأفضل أو الوحيد لهذا الشعور الأخلاقيّ
3. إذن الله موجود[4]

وكذلك تُشير بعضُ الحُجج المُستندة إلى النظام الأخلاقيّ إلى بُنية الأخلاق العقلانية، ولا يُمكن لذلك أن يكون إلّا إذا وُجد نظامٌ أخلاقيٌّ في الكون. تفترضُ هذه الحُجج أنّ وجود الله وحده يُمكن أن يُفسّر وجود النظام الأخلاقيّ في الكون، لذا يجبُ أن يكون الله موجوداً. كما تفترضُ حُججٌ بديلةٌ مُستندةٌ إلى النظام الأخلاقيّ أيضاً أنّ لدينا التزاماً بتحقيق السعادة والفضيلة الكاملتَيْن، وكوننا ملزمون بفعل شيءٍ فإنّه بالضرورة مُمكن، وحتّى يكون تحقيقُ السعادة والفضيلة مُمكناً لا بُدّ من وجود النظام الأخلاقيّ الموضوعيّ، الذي بدوره يستلزمُ وجود الله، لذا وجب أن يكون الله موجوداً.

## أشكال الحجة الأخلاقية

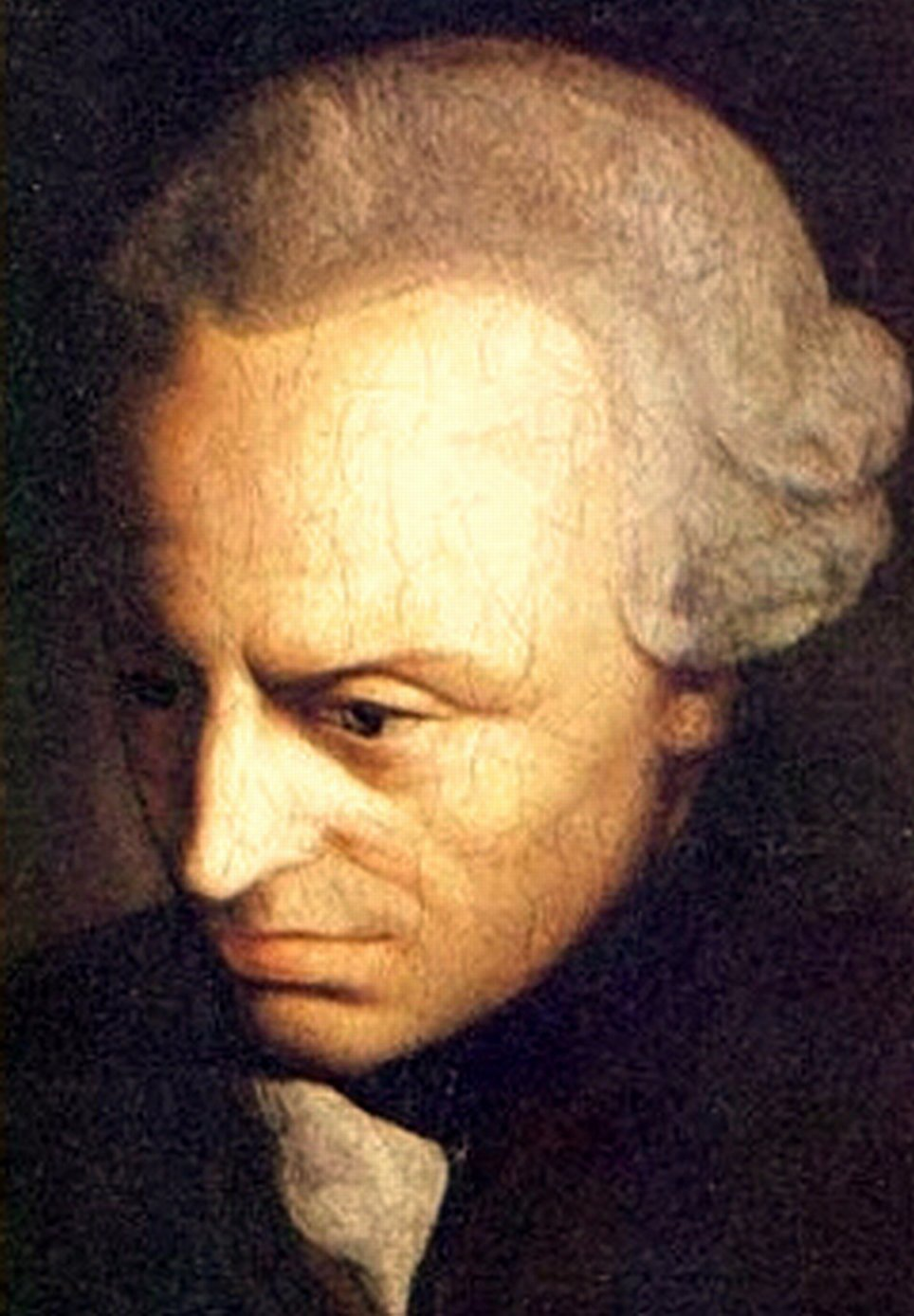
إيمانويل كانط، الفيلسوف الألمانيّ الذي قدّم حُجّةً أخلاقيّةً لوجود الله.

### العقل العملي
اعتقد إيمانويل كانط أنّه لا يُمكن إثباتُ وجود الله اعتماداً على العقل وحده في كتابه الشهير نقد العقل الخالص، ولكنّه ذهب في كتابه نقد العقل العملي إلى أنّه بالرغم من عدم القدرة على إثبات وجود الله بالعقل النظري، إلّا أنّ الأخلاق تستلزمُ افتراض وجود الله عملياً. فبدل السعي إلى إثبات وجود الله، كان كانط يُحاول إثبات أنّ الفكر الأخلاقيّ برُمّته يتطلّب افتراض أن الله موجود. كان كانط يرى أنّ البشر مُلزمون بتحقيق هدفين مركزيين: الفضيلة الأخلاقيّة والسعادة، والثانية هي نتيجةٌ للأولى. وكوننا ملزمون بشيءٍ فذلك يعني بالضرورة أن يكون مُمكناً. أشار كانط إلى أنّه ليس بإمكان الإنسان تحقيق الفضيلة والسعادة، بما أنّنا لا نستطيعُ أن نضمن أن تُؤدي الفضيلةُ إلى السعادة دائماً، لذلك يجبُ أن تكون هناك قوّةٌ عُليا لديها القدرة على خلق حياة أخروية تُكافؤ الفضيلةُ فيها بالسعادة.
أشار الفيلسوفُ البريطانيّ جي.إتش.آر باركنسون إلى اعتراضٍ مشهورٍ على حُجّة كانط، وهو أنّه ما يجبُ القيامُ به لا يعني بالضرورة أن يكون مُمكناً. كما أشار باركنسون إلى وجود مفاهيمَ بديلةٍ للأخلاق لا تعتمدُ على الافتراضات التي وضعها كانط، مثل النفعية مثلاً. اعتراضٌ آخرُ ذكره نيكولاس إيفريت، إذ رأى أنّ كثيراً من القيم الأخلاقيّة لا يُمكن تحقيقها، فلا يُمكن مثلاً أن نصير مثل المسيح كما يأمرُ الكتاب المقدس باعتقاده. يرى إيفريت أنّ افتراضات كانط تقودُنا إلى السعي لتحقيق الخير الأسمى، ولكن لا يعني ذلك أنّه أمرٌ قابلٌ للتحقيق.

### حجة الحقائق الأخلاقية الموضوعية
يقبلُ كُلٌّ من المؤمنين وغير المؤمنين أنّ وجود الحقائق الأخلاقيّة الموضوعيّة قد يترتّبُ عليه وجود الله. ومن ذلك ما قاله الفيلسوف الأسترالي الملحد جون ليزلي ماكي، حيث قال أنّه إذا كانت الحقائق الأخلاقيّة الموضوعيّة موجودةً، فإنّ ذلك يستدعي وجود تفسيرات خارقة للطبيعة. وقد قدّم الفيلسوف الاسكتلندي ويليام ريتشي سورلي الحُجّة التالية:
1. إذا كانت الأخلاقُ موضوعيّةً ومُطلقةً فإنّ الله يجبُ أن يكون موجوداً
2. الأخلاقُ موضوعيّةٌ ومُطلقةٌ
3. إذن الله يجب أن يكون موجوداً[10]

تحدّى العديدُ من النُقّاد الفرضيّة الثانية في هذه الحُجّة من خلال تقديم تفسيرات بيولوجية واجتماعية لتطوّر الأخلاق الإنسانيّة تُشير إلى أنّ الأخلاق ليست موضوعيّةً ولا مُطلقةً. يقترحُ هذا النوع من التفسيرات، الذي أيّده عالمُ الأحياء إدوارد أوسبورن ويلسون والفيلسوف مايكل روس، أنّ الأخلاق الإنسانيّة هي نتاجٌ ثانويٌّ (by-product) للانتقاء الطبيعي، وقد سُمّيت هذه النظرية بالطبيعانية التطورية. تدّعي هذه النظريةُ أنّ التزام الإنسان الأخلاقيّ ظهر نتيجة ضغوطات تطورية أضافت حسّاً أخلاقيّاً للعقل البشريّ، وهذا يعني أنّ القيم الأخلاقيّة غير موجودة بشكل مُستقلّ عن العقل البشريّ. يُمكن فهمُ الأخلاق على نحوٍ أفضل، بالنسبة لهم، باعتبارها ضرورة تطورية من أجل التكاثر ونقل الجينات. فليس هناك أيُّ مُجتمع إنسانيّ في الوقت الحاضر يدعو إلى الفجور، كالقتل والسرقة مثلاً، لأنّ ذلك بلا شك سيؤدي إلى فناء ذلك المُجتمع وتلاشي أيّ فرصة بقاءٍ لذريّته. وقد قدّم ديفيد هيوم حُجّةً في نفس الاتجاه، فاعتبر أنّ الاعتقاد بالحقائق الأخلاقيّة الموضوعيّة لا مُبرّر له وأنّ نقاش المسألة لا معنى له من الأساس.
بما أنّ الطبيعانية التطورية تفترضُ تفسيراً تجريبياً للأخلاق، فإنّها لا تتطلّب أن تكون الأخلاق موضوعيّةً، الأمرُ الذي قد يقودُ إلى التشكيك بالأخلاق أو إلى اللاواقعية. وبحسب سي. إس. لويس فإنّ قبولنا الطبيعانية التطورية يعني أنّ الأخلاق غير مُطلقة ولا موضوعيّة، وبالتالي فإنّ المقولات الأخلاقيّة لا يُمكن تكون صحيحةً أو خاطئةً. يقول لويس أنّه بالرغم من ذلك فإنّ القائلين بالطبيعانية التطورية يتعاملون من الناحية العمليّة مع الحقائق الأخلاقيّة الموضوعيّة على أنّها موجودة، وبالتالي يرفضُ لويس هذه النظرية باعتبارها غير مُتماسكة. قدّم لويس شكلاً من نظرية الأمر الإلهي بدلاً من الطبيعانية التطورية، إذ ساوى الله بالخير وتعامل مع الخير باعتباره جُزءاً أساسيّاً من الواقع، ممّا يؤكدُ وجود الله.

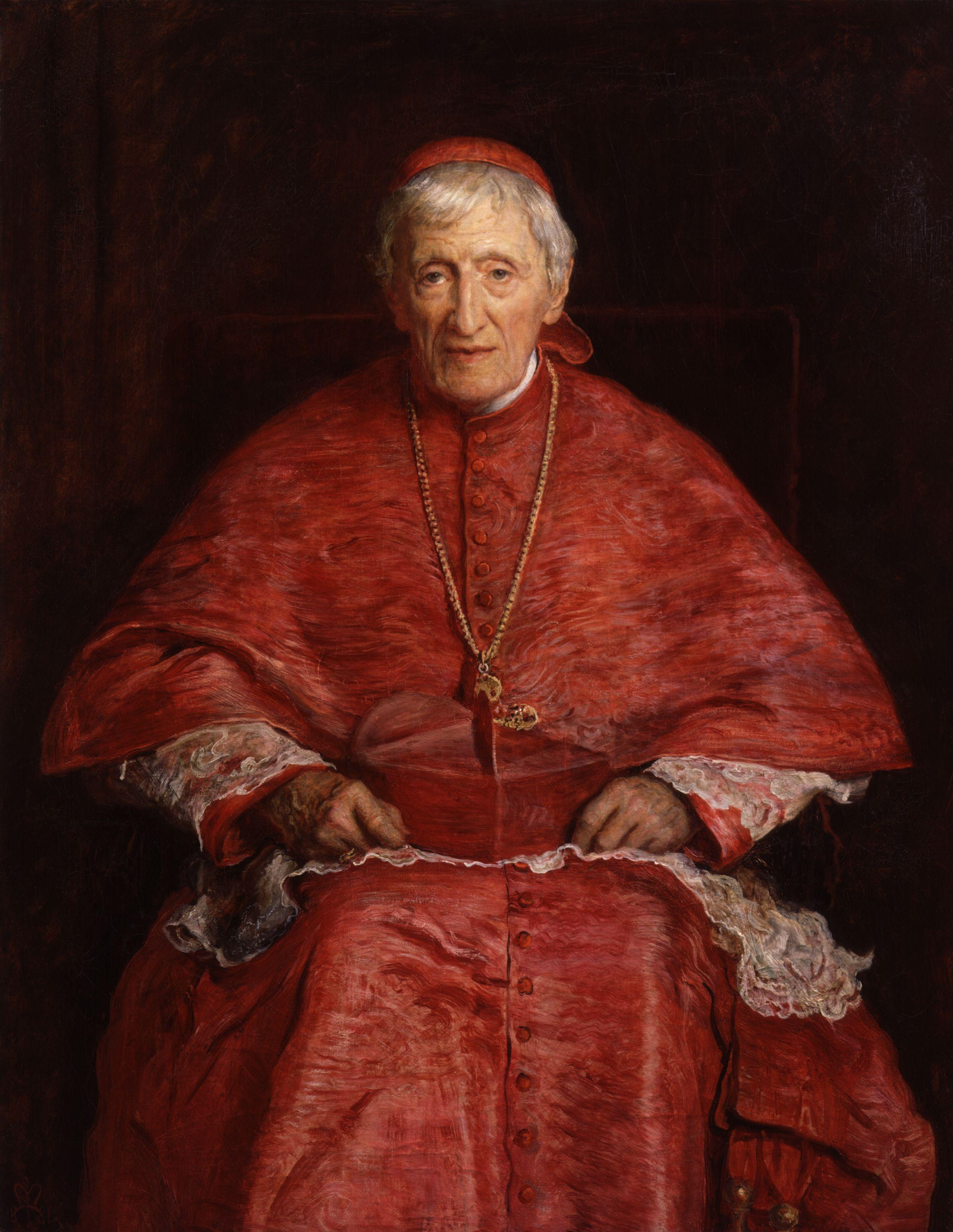
جون هنري نيومان استخدم الضمير دليلاً على وجود الله.

أمّا غاسكن فيتحدّى الفرضيّة الأولى من الحُجّة، إذ يرى أنّه يجبُ إثبات أنّ وجود الحقائق الأخلاقيّة الموضوعيّة يعني أنّ الأخلاق مُستمدّةٌ من الله، وليست من اختراع الإنسان. فقد تكون سُلطة الأخلاق مُستمدّةً من الإجماع الإنسانيّ على سبيل المثال. كما يرى الفيلسوف الأمريكيّ مايكل مارتن أنّه ليس صحيحاً بالضرورة كَوْن الحقائق الأخلاقيّة الموضوعيّة تستدعي وجود الله، بل هناك تفسيرات بديلة. فالطبيعانية قد تكونُ تفسيراً مقبولاً بنظره، وحتى لو اضطررنا إلى القبول بتفسيرٍ فوق طبيعي، فذلك لا يعني التسليم بوجود الله ضرورةً، فتعدد الآلهة بديلٌ مقبولٌ بنظره. يرى مارتن أيضاً أنّ الرؤية غير الموضوعيّة للأخلاق قد تكون مقبولةً، مُناقضاً بذلك الرأي القائل بأنّ شخصانيّة الأخلاق ستؤدي إلى الفوضى الأخلاقيّة.

### الضمير
تخدمُ حُجّةُ الضمير في نفس اتجاه حُجّة الأخلاق، وهي مُرتبطةٌ بالأسقف جوزيف باتلر من القرن الثامن عشر والكاردينال جون هنري نيومان من القرن التاسع عشر. اعتبر نيومان أنّ الضمير، فضلاً عن إعطائه التوجيه الأخلاقيّ، يوفرُّ دليلاً على وجود الحقائق الأخلاقيّة الموضوعيّة التي تستلزمُ بدورها الوجود الإلهي. اعتبر نيومان أنّ الانفعالية ليست تفسيراً كافياً للأخلاق، إذ أنّ الناس يتحاشون التصرّف بشكلٍ غير أخلاقيّ حتّى عندما يتعارضُ ذلك مع مصالحهم الخاصّة. لذا فإنّ تفسير الضمير، بحسب نيومان، يتطلّبُ وجود الله بالضرورة.
رأى جون لوك أنّ الضمير لا يُمكن أن يكون منشأ القواعد الأخلاقيّة لأنّ الاختلافات في ضمائر الناس ستؤدي إلى وقوع التناقضات. كما أشار لوك إلى أنّ الضمير يتأثّرُ «بالتعليم، والرفقة، وعادات البلد»، وقد أيّد جون ليزلي ماكي هذا النقد، فنظر إلى الضمير باعتباره «مُدخلات» يُدخلها الآخرون في عقل الإنسان.
أمّا مايكل مارتن فإنّه يُقدّم تفسيراً طبيعيّاً للضمير بدلاً من حُجّة الضمير، فالطبيعانية بنظره تُقدّم تفسيراً كافياً للضمير دون الحاجة إلى وجود الله. يقولُ مارتن أنّ استيعاب البشر للضغوط الاجتماعيّة التي تؤدّي إلى الخوف من مُعارضة المفاهيم السائدة هو مثالٌ على التفسيرات الطبيعيّة للضمير. وحتّى لو سلّمنا بتفسيرٍ فوق طبيعيّ، بحسب مارتن، فقد يكون شيئاً آخر غير الله، وبذلك تكون ظاهرة الضمير ليست دليلاً على صحّة التوحيد بإزاء التعدد.